# 예세니크구

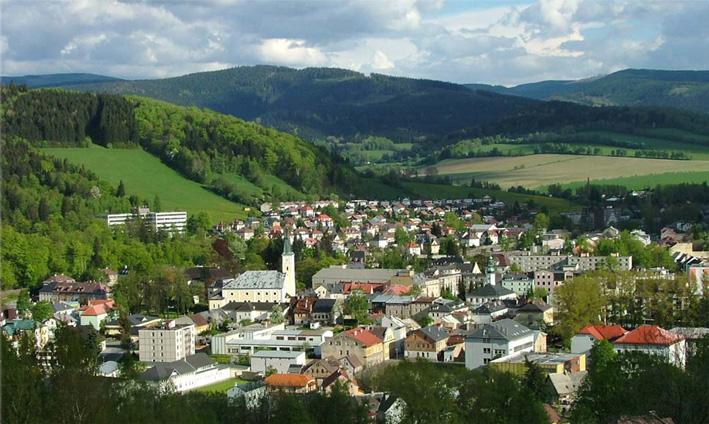
예세니크구의 행정 중심지인 예세니크

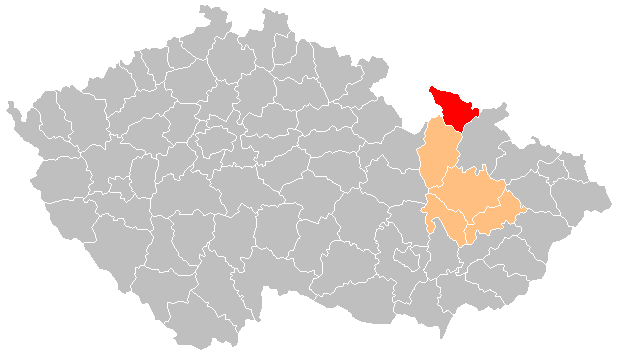
예세니크구의 위치

예세니크구(체코어: Okres Jeseník)는 체코 올로모우츠주를 구성하는 5개 구 가운데 하나로 행정 중심지는 예세니크이며 면적은 718.96km2, 인구는 38,330명(2019년 1월 1일 기준), 인구 밀도는 53명/km2이다.
올로모우츠주 북부에 위치하며 24개 지방 자치체(5개 시, 19개 마을)를 관할한다. 올로모우츠주 슘페르크구, 모라바슬레스코주 브룬탈구와 접하며 서쪽과 북쪽으로는 폴란드와 국경을 접한다.